# 煙堆子遺址
煙堆子遺址位於四川省德陽市廣漢市金轮镇，文物遺址年代判定為商、周。2002年12月27日公佈為四川省第六批省級文物保護單位。